# Athyroglossa nudiuscula
Athyroglossa nudiuscula är en tvåvingeart som beskrevs av Friedrich Hermann Loew 1873. Athyroglossa nudiuscula ingår i släktet Athyroglossa och familjen vattenflugor. Inga underarter finns listade i Catalogue of Life.